# Moxostoma

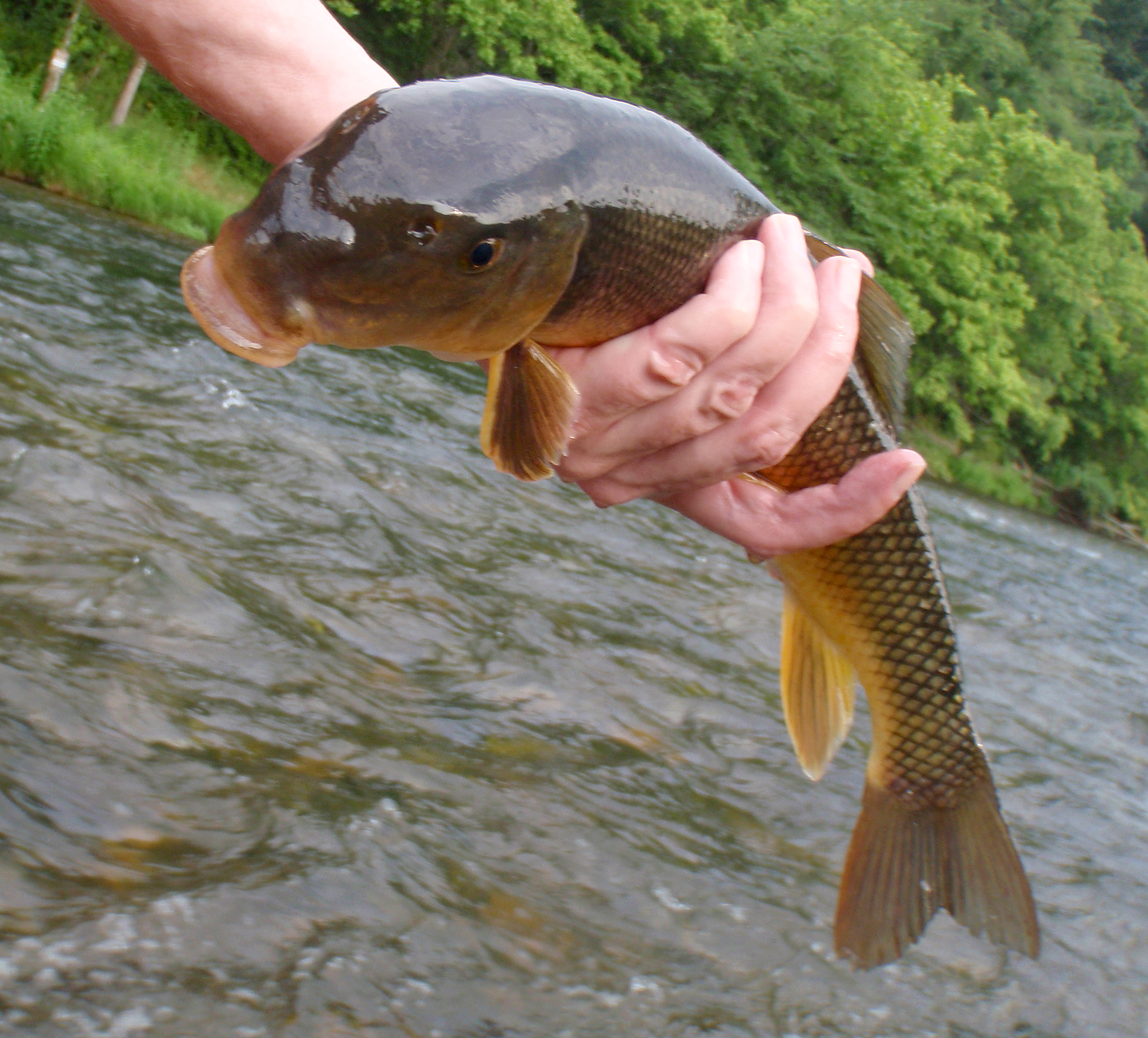
Moxostoma duquesnii

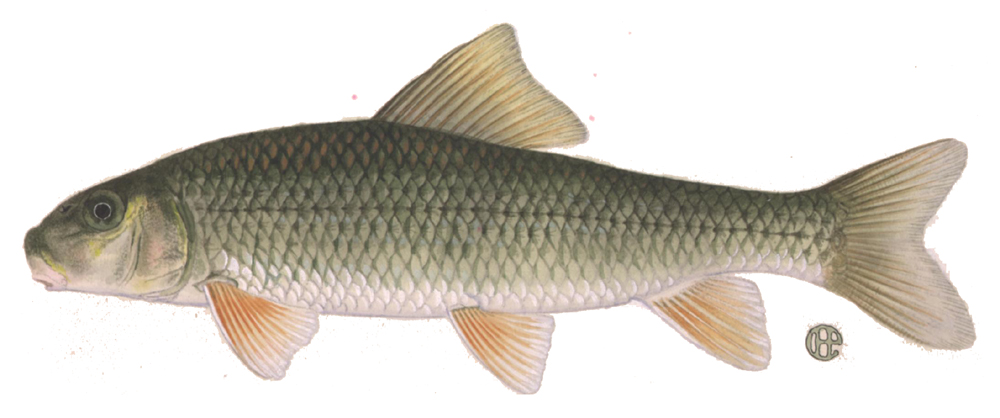
Moxostoma erythrurum

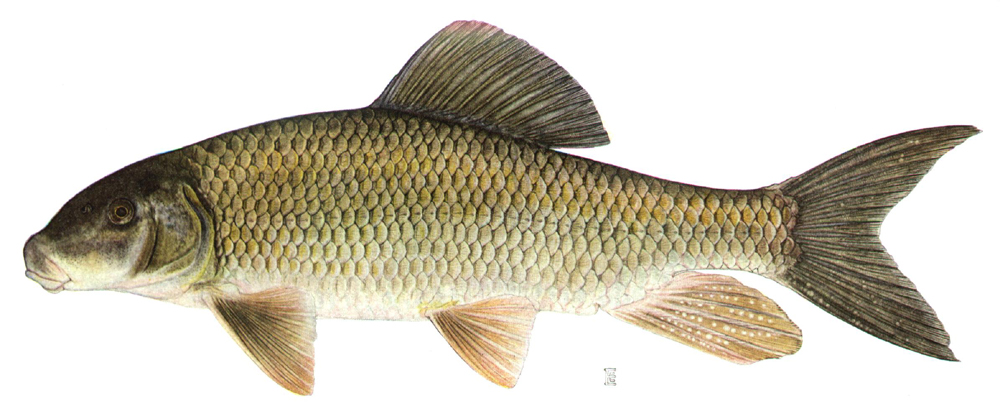
Moxostoma anisurum

 Moxostoma és un gènere de peixos de la família dels catostòmids i de l'ordre dels cipriniformes.

## Distribució geogràfica
Es troba a Nord-amèrica: el Canadà (entre d'altres, el Quebec, Alberta i Ontario), els Estats Units (com ara, Alabama, Arkansas, Virgínia, Tennessee, Geòrgia, Carolina del Nord, Vermont, Maryland, Nova York, Texas, Minnesota, Illinois, Iowa, Dakota del Nord, Wisconsin, Oklahoma, Kentucky, Florida, Louisiana, Missouri i Mississipi) i Mèxic, incloent-hi les conques dels Grans Llacs d'Amèrica del Nord, de la badia de Hudson i dels rius Mississippí, Roanoke, Lerma, Potomac, Apalachicola i Ohio.

## Taxonomia
- Moxostoma albidum (Girard, 1856)
- Moxostoma anisurum (Rafinesque, 1820)[23]
- Moxostoma ariommum (Robins & Raney, 1956)
- Moxostoma austrinum (Bean, 1880)
- Moxostoma breviceps (Cope, 1870)[24]
- Moxostoma carinatum (Cope, 1870)[24][25]
- Moxostoma cervinum (Cope, 1868)
- Moxostoma collapsum (Cope, 1870)[24]
- Moxostoma congestum (Baird & Girard, 1854)
- Moxostoma duquesnii (Lesueur, 1817)[26][27]
- Moxostoma erythrurum (Rafinesque, 1818)[28][29]
- Moxostoma hubbsi (Legendre, 1952)[30][31]
- Moxostoma lacerum (Jordan & Brayton, 1877-78) †[32]
- Moxostoma lachneri (Robins & Raney, 1956)
- Moxostoma macrolepidotum (Lesueur, 1817)[26]
- Moxostoma mascotae (Regan, 1907)
- Moxostoma pappillosum (Cope, 1870)[24]
- Moxostoma pisolabrum (Trautman & Martin, 1951)
- Moxostoma poecilurum (Jordan, 1877)[33]
- Moxostoma robustum (Cope, 1870)[24][34]
- Moxostoma rupiscartes (Jordan & Jenkins a Jordan, 1889)
- Moxostoma valenciennesi (Jordan, 1885)[35][36][37][38][39][40][41][42]

## Estat de conservació
Moxostoma ariommum, Moxostoma congestum, Moxostoma hubbsi i Moxostoma lacerum apareixen a la Llista Vermella de la UICN.